# Mandisari
Mandisari is een bestuurslaag in het regentschap Temanggung van de provincie Midden-Java, Indonesië. Mandisari telt 4113 inwoners (volkstelling 2010).